# Portezuelo de Chaxas
Portezuelo de Chaxas je planinski prolaz kroz Ande Cordillera Occidental uz granicu između Čilea i Bolivije .